# Рубен Паттерсон
Рубен Натаніел Паттерсон (англ. Ruben Nathaniel Patterson, нар. 31 липня 1975, Клівленд, Огайо, США) — американський професійний баскетболіст, що грав на позиціях атакувального захисника і легкого форварда за низку команд НБА.

## Ігрова кар'єра
На університетському рівні грав за команду  Індепенденс (1994–1996) та Цинциннаті (1996–1998). 
1998 року був обраний у другому раунді драфту НБА під загальним 31-м номером командою «Лос-Анджелес Лейкерс». Через локаут у лізі, професійну кар'єру розпочав  виступами у складі грецької команди АЕК, де провів менше сезону. Після закінчення локауту повернувся до «Лейкерс» та дебютував у НБА.
1999 року перейшов до «Сіетл Суперсонікс», захищав кольори команди із Сіетла протягом наступних 2 сезонів.
З 2001 по 2006 рік грав у складі «Портленд Трейл-Блейзерс».
У лютому 2006 року перейшов до складу «Денвер Наггетс» та відіграв залишок сезону.
Наступною командою в кар'єрі гравця була «Мілвокі Бакс», за яку він відіграв один сезон.
2007 року підписав контракт з «Лос-Анджелес Кліпперс».
Останньою ж командою в кар'єрі гравця стала «Шампвіль» з Лівану, до складу якої він приєднався 2009 року і за яку відіграв лише частину сезону.

## Статистика виступів

### НБА

#### Регулярний сезон
| Сезон             | Команда                   | GP  | GS  | MPG  | FG%  | 3P%  | FT%  | RPG | APG | SPG | BPG | PPG  |
| ----------------- | ------------------------- | --- | --- | ---- | ---- | ---- | ---- | --- | --- | --- | --- | ---- |
| 1998–99           | «Лос-Анджелес Лейкерс»    | 24  | 2   | 6.0  | .412 | .167 | .710 | 1.3 | 0.1 | 0.2 | 0.1 | 2.7  |
| 1999–2000         | «Сіетл Суперсонікс»       | 81  | 74  | 25.9 | .536 | .444 | .692 | 5.4 | 1.6 | 1.2 | 0.5 | 11.6 |
| 2000–01           | «Сіетл Суперсонікс»       | 76  | 22  | 27.1 | .494 | .056 | .681 | 5.0 | 2.1 | 1.4 | 0.6 | 13.0 |
| 2001–02           | «Портленд Трейл-Блейзерс» | 75  | 13  | 23.5 | .515 | .250 | .701 | 4.0 | 1.4 | 1.1 | 0.5 | 11.2 |
| 2002–03           | «Портленд Трейл-Блейзерс» | 78  | 17  | 21.2 | .492 | .150 | .627 | 3.4 | 1.3 | 0.9 | 0.4 | 8.3  |
| 2003–04           | «Портленд Трейл-Блейзерс» | 73  | 1   | 22.6 | .506 | .167 | .553 | 3.7 | 1.9 | 1.2 | 0.3 | 6.9  |
| 2004–05           | «Портленд Трейл-Блейзерс» | 70  | 36  | 28.0 | .531 | .080 | .599 | 3.9 | 2.0 | 1.5 | 0.3 | 11.6 |
| 2005–06           | «Портленд Трейл-Блейзерс» | 45  | 2   | 23.5 | .496 | .000 | .611 | 3.4 | 1.3 | 0.9 | 0.3 | 11.4 |
| 2005–06           | «Денвер Наггетс»          | 26  | 20  | 28.3 | .543 | .167 | .580 | 3.5 | 2.6 | 1.3 | 0.3 | 13.2 |
| 2006–07           | «Мілвокі Бакс»            | 81  | 53  | 31.0 | .548 | .158 | .641 | 5.4 | 2.9 | 1.4 | 0.3 | 14.7 |
| 2007–08           | «Лос-Анджелес Кліпперс»   | 20  | 5   | 16.4 | .453 | .000 | .558 | 3.2 | 0.9 | 1.1 | 0.4 | 5.1  |
| Усього за кар'єру | Усього за кар'єру         | 649 | 245 | 24.6 | .517 | .179 | .641 | 4.2 | 1.8 | 1.2 | 0.4 | 10.7 |

#### Плей-оф
| Сезон             | Команда                   | GP | GS | MPG  | FG%  | 3P%  | FT%  | RPG | APG | SPG | BPG | PPG  |
| ----------------- | ------------------------- | -- | -- | ---- | ---- | ---- | ---- | --- | --- | --- | --- | ---- |
| 1999              | «Лос-Анджелес Лейкерс»    | 3  | 0  | 1.7  | .000 | .000 | .000 | 0.0 | 0.0 | 0.0 | 0.0 | 0.0  |
| 2000              | «Сіетл Суперсонікс»       | 5  | 0  | 16.8 | .538 | .000 | .867 | 3.0 | 0.4 | 0.6 | 0.4 | 8.2  |
| 2001              | «Портленд Трейл-Блейзерс» | 3  | 0  | 21.7 | .333 | .000 | .750 | 2.3 | 0.3 | 1.0 | 0.3 | 5.3  |
| 2003              | «Портленд Трейл-Блейзерс» | 7  | 0  | 22.1 | .481 | .000 | .690 | 3.7 | 1.6 | 0.6 | 0.1 | 10.0 |
| 2006              | «Денвер Наггетс»          | 4  | 1  | 14.5 | .529 | .000 | .400 | 1.5 | 0.8 | 0.3 | 0.0 | 5.0  |
| Усього за кар'єру | Усього за кар'єру         | 22 | 1  | 16.7 | .477 | .000 | .719 | 2.5 | 0.8 | 0.5 | 0.2 | 6.7  |